# Rhacaplacarus dikros
Rhacaplacarus dikros är en kvalsterart som först beskrevs av Wojciech Niedbała 2000.  Rhacaplacarus dikros ingår i släktet Rhacaplacarus och familjen Phthiracaridae. Inga underarter finns listade i Catalogue of Life.